# 穆崇
穆崇（?—406年），代人。中國南北朝時期北魏道武帝的開國大將。穆崇先祖曾效力太祖拓跋力微、桓帝拓跋猗㐌及穆帝拓跋猗盧。

## 生平
穆崇年少時以盜竊為生。道武帝拓跋珪居住於獨孤部時，穆崇時常與他來往及侍奉，無人能及。其後劉顯使人將害拓跋珪，平文帝拓跋鬱律外孫梁眷知道後，秘密派遣穆崇通知拓跋珪。梁眷謂穆崇：「劉顯若然知到，雖有刀劍刳割亦請勿泄露。」因而以寵妻及所乘良馬交付穆崇曰：「若然事覺，吾當以此自明。」穆崇到來告知拓跋珪此事，拓跋珪奔馳至賀蘭部。劉顯果然懷疑梁眷泄密，將他囚禁。穆崇於是唱言：「梁眷不顧恩義，即將與劉顯一同叛逆。今日我掠得他的妻子及良馬，足以雪心頭之恨。」劉顯聽聞後果然相信。拓跋窟咄謀反時，穆崇外甥于桓等與穆崇密謀擒下拓跋珪以為相應。穆崇當夜告知拓跋珪，拓跋珪誅殺于桓等人。後來向北行過陰山，再到達賀蘭部。
拓跋珪即位成為道武帝後，穆崇跟從他平定中原，被封為侍中、豫州刺史、太尉、宜都公。天賜三年（406年）薨。早前衛王拓跋儀謀逆，穆崇預知此事但不舉報。道武帝憐惜其功勞，以此為他守秘。及至有司奏請為穆崇起諡號，道武帝親自閱覽諡法，以述義不克曰丁，認為此諡適合穆崇，所以便用「丁公」為諡。
當初，拓跋珪避拓跋窟咄謀反之難，派遣穆崇回去視察人心。穆崇留下馬與隨從，微服進入其營。當時剛巧有火光，為舂妾所識破，眾叛逆皆震驚起身。穆崇找不到隨從，因而匿避於坑中，其後盜竊良馬奔走。住宿於大澤，有一白狼向穆崇叫號，穆崇覺悟，馳馬跟隨狼而奔，遂幸免於難。拓跋珪大感怪異，命令為穆崇立祀，子孫世代供奉。太和年間，孝文帝追錄功臣，以穆崇配饗。
穆祟子孫歷代為官，又常與皇族通婚，穆氏家族成為北魏其中一個有名的士族。有子零陵侯穆遂留、宜都文成王穆觀、西海王穆翰、建安康王穆顗皆為北魏大官，於魏書、北史皆有傳。

## 延伸阅读
[在维基数据编辑]
 《魏書/卷27》，出自魏收《魏书》
 《北史·卷020》，出自李延壽《北史》